# Associazione Vogherese Calcio 1932-1933
Questa voce raccoglie le informazioni riguardanti l'Associazione Vogherese Calcio nelle competizioni ufficiali della stagione 1932-1933.

## Organigramma societario
Area direttiva
- Commissione direttiva:

Area organizzativa
- Segretario:
- Cassiere:

Area tecnica
- Allenatore: Mario Scotti

## Rosa
| N. |                   | Ruolo | Calciatore            |
| -- | ----------------- | ----- | --------------------- |
|    | Italia (bandiera) | C     | Angelo Barbieri       |
|    | Italia (bandiera) | D     | Bruno Bianchi         |
|    | Italia (bandiera) | D     | Biagio Cerutti        |
|    | Italia (bandiera) | C     | Renato Chiolini       |
|    | Italia (bandiera) | D     | Annibale Facchetti    |
|    | Italia (bandiera) | A     | Alfio Ferretti        |
|    | Italia (bandiera) | D     | Silvano Franceschetti |
|    | Italia (bandiera) | A     | Frigerio              |
|    | Italia (bandiera) | D     | Emilio Ghioldi        |
|    | Italia (bandiera) | P     | Mario Giani           |
|    | Italia (bandiera) | D     | Giovanni Goretta      |
|    | Italia (bandiera) | A     | Secondo Grandi        |
|    | Italia (bandiera) | A     | Luciano Guerriero     |

| N. |                   | Ruolo | Calciatore         |
| -- | ----------------- | ----- | ------------------ |
|    | Italia (bandiera) | A     | Giovanni Maggio    |
|    | Italia (bandiera) | A     | Cesare Mandosso    |
|    | Italia (bandiera) | C     | Alfredo Preti      |
|    | Italia (bandiera) | C     | Guerrino Prinetti  |
|    | Italia (bandiera) | C     | Oreste Rotta       |
|    | Italia (bandiera) | A     | Lionello Sacchetti |
|    | Italia (bandiera) | A     | Gino Santi         |
|    | Italia (bandiera) | A     | Ettore Sartirana   |
|    | Italia (bandiera) | A     | Anacleto Smeraldi  |
|    | Italia (bandiera) | D     | Mario Sozzani      |
|    | Italia (bandiera) | A     | Alessandro Sturla  |
|    | Italia (bandiera) | C     | Giuseppe Talpone   |
|    | Italia (bandiera) | C     | Giacomo Valenti    |

## Arrivi e partenze
| Acquisti | Acquisti              | Acquisti        | Acquisti      |
| -------- | --------------------- | --------------- | ------------- |
| A        | Angelo Barbieri       | Lecco           | definitivo    |
| A        | Alfio Ferretti        | Piacenza        | fine militare |
| D        | Silvano Franceschetti | Pisa            | definitivo    |
| A        | Mario Giani           | Bar Valerio     | libero        |
| A        | Giovanni Maggio       | Sampierdarenese | definitivo    |
| A        | Lionello Sacchetti    | Derthona        | definitivo    |
| A        | Gino Santi            | ???             | definitivo    |
| C        | Giacomo Valenti       | ???             | definitivo    |

| Cessioni | Cessioni              | Cessioni      | Cessioni      |
| -------- | --------------------- | ------------- | ------------- |
| .        | Luigi Angeleri (1913) | ???           | definitivo    |
| C        | Spartaco Baghino      | Casteggio     | definitivo    |
| .        | Carlo Beretta         | Pirelli       | definitivo    |
| .        | Alessandro Cartasegna | Siena         | definitivo    |
| P        | Cesare Casirago       | Bari          | definitivo    |
| D        | Luigi Cresta          | Milan         | fine militare |
| C        | Natale Muratori       | Derthona      | definitivo    |
| A        | Giuseppe Nizzi        | ???           | definitivo    |
| ?        | Giovanni Pozzi        | Cremonese     | definitivo    |
| P        | Pierino Quarleri      | ???           | definitivo    |
| A        | Giovanni Ravarino     | Juventus Domo | definitivo    |
| A        | Quinto Rosso          | Ventimigliese | definitivo    |
| A        | Nino Schellino        | Monza         | definitivo    |
| ?        | Giuseppe Torchio      | ???           | definitivo    |
| A        | Mario Vallerani       | ???           | definitivo    |